# Pálinkás Gábor
Pálinkás Gábor (Budapest, 1941. december 28. –) Széchenyi-díjas magyar fiziko-kémikus, tudományos kutató, a Magyar Tudományos Akadémia rendes tagja. A fizikai kémia és a folyadékszerkezet neves kutatója. 1999-ben az MTA Kémiai Kutatóközpont igazgatójává nevezték ki.

## Életpályája
1961-ben vegyésztechnikumi végzettséget szerzett a Than Károly Vegyipari Technikumban, majd 1963-ban felvették az Eötvös Loránd Tudományegyetem Természettudományi Karára. Itt szerzett okleveles fizikusi diplomát 1968-ban.
Diplomájának megszerzése után az MTA Kémiai Szerkezetkutató Laboratórium munkatársaként kezdett el dolgozni, majd 1973-ban átkerült az MTA Központi Kémiai Kutatóintézetébe. 1977-ben tudományos csoportvezetővé nevezték ki. 1986-ban védte meg a kémiai tudományok (akadémiai) doktori értekezését, majd a kutatóintézet oldatkémiai és korróziós tudományos osztályvezetőjévé nevezték ki. 1993-ban az azóta Kémiai Kutatóközponttá átnevezett tudományos igazgatóhelyettese, 1999-ben annak igazgatója lett.
Kutatóintézeti állása mellett többször oktatott egyetemeken. 1988 és 1990 között az Eötvös Loránd Tudományegyetemen oktatott folyadék-elméletet. 1994-ben habilitált a Budapesti Műszaki Egyetem (BME) Villamosmérnöki Karán. 1995 és 2000 között ismét az ELTE oktatója, valamint a BME és a Veszprémi Egyetem oktatója volt (1995 és 2001 között). 1996-ban a BME magántanári címet adományozott neki.
Több külföldi egyetemen tett tanulmányutakat: Joliot-Curie Egyetem (Párizs, 1975), Max-Planck-Intitut für Chemie (Mainz, 1976 és 1985–87), Rostocki Egyetem (1983). Utóbbi helyen oktatott is.
1995-ben a Magyar Tudományos Akadémia levelező, majd 2001-ben rendes tagjává választották. Az MTA Fizikai-kémiai és Szervetlen Kémiai Bizottságának tagja, illetve az Elméleti Fizikai-kémiai Munkabizottság elnöke lett. Emellett az Akadémiai Kutatóhelyek Vezetőinek Tanácsa, valamint 1999–2001 és 2004–2006 között a Magyar Akkreditációs Bizottság tagja. 2001-ben a European Molecular Liquid Group tagjává választották, majd az International Society of Electrochemistry és az American Chemical Society is felvette tagjai sorába. 2008-ban elindult az MTA főtitkári pozíciójáért, de alulmaradt Németh Tamással szemben.

## Munkássága
Kutatási területe a folyadékok szerkezete, a folyadékok fizikai kémiai tulajdonságainak molekuláris értelmezése, az ionhidratáció és szolvatáció jelenségének molekuláris dinamikai szimulációi.
Kutatásai során felállította azt az elméletet, amivel sikerült meghatároznia az ionok Compton-szórását (a foton hullámhosszának megnövekedése töltött részecskén való szóródás következtében) Fermi-gáz közelítésben. Az oldatkémiában modelleket dolgozott ki különböző oldatok szerkezetének és ionok hidrátszerkezetének jellemzésére.
Résztvevője volt a folyadék-elektrondiffrakciós módszer kidolgozásának, amelynek segítségével meghatározható a molekulán belüli atommagtávolságok előfordulása. Meghonosítója volt egy hasonló módszernek, a folyadék-röntgendiffrakciónak, de foglalkozott neutrondiffrakcióval is. Pálinkás határozta meg először a víz hidrogénatomjainak kísérleti molekuláris eloszlásfüggvényeit a diffrakciós módszerek által szolgáltatott adatok alapján. Az adatok elemzéséhez és értelmezéséhez elsőként alkalmazta a molekuladinamikai módszer nevű eljárást.
Több szabadalom és közel százhúsz publikáció fűződik a nevéhez.

## Családja
Felesége Kálmán Erika Széchenyi-díjas vegyészmérnök volt, 2009-ben elhunyt. Házasságukból egy leány- és egy fiúgyermekük született.

## Díjai, elismerései
- MTA KKKI Díj (1983)
- Akadémiai Díj (1992)
- a BME díszdoktora (1999)
- Széchenyi-díj (2004)
- A Magyar Köztársasági Érdemrend középkeresztje (2006)
- A Magyar Érdemrend középkeresztje a csillaggal (2014)

## Főbb publikációi
- Liquid Water II. Experimental Atom Pair Correlation Function of Liquid D20. (társszerző, 1977)
- The Structure of an Aqueous Ammonium Chloride Solution (társszerző, 1981)
- A Molecular-Dynamics Study of Liquid Methanol with Flexible Three-Site Model (társszerző, 1987)
- Reverse Monte-Carlo Simulation of Liquid Water (társszerző, 1994)
- Molekuláris oldatkémia. A rácsmodellektől a molekuladinamikai konfigurációkig (1996)
- Folyadékok szerkezete: molekulák önszerveződése oldatfázisban (2002)
- Solvation of Calcium Ion in Polar Solvents: An X-ray (társszerző, 2004)
- Synthesis and Structural Characterization of a Helically Distorted (társszerző, 2006)